# Шарон, Ариэль
Ариэ́ль (Ари́к) Шаро́н (ивр. אריאל (אריק) שרוןо файле‎, при рождении Шейнерман; 26 февраля 1928, поселение Кфар-Малал близ Кфар-Савы — 11 января 2014 года, Рамат-Ган) — израильский военный, политический и государственный деятель, премьер-министр Израиля (2001—2006). 4 января 2006 года впал в кому, в которой находился до своей смерти 11 января 2014 года.

## Происхождение
Предки Ариэля Шарона происходили из Российской империи. Его дед Мордехай Шейнерман родился и вырос в Брест-Литовске в семье кантониста. Прадед Ариэля Шарона 25 лет прослужил в Русской императорской армии и, в качестве вознаграждения за долгую службу, получил участок земли. Мордехай Шейнерман был убеждённым сионистом и стал одним из основателей сионистской организации в Брест-Литовске. Он был дружен с Зеэвом Бегиным, отцом будущего премьер-министра Израиля Менахема Бегина, который также был сионистом и одним из основателей сионистской организации города. Дед Шарона и отец Бегина были делегатами первых сионистских конгрессов. В 1910 году Шейнерман с семьёй репатриировался в Подмандатную Палестину. Здесь он поселился в сельскохозяйственном поселении Реховот, и работал учителем. Из-за тяжёлых условий и нехватки средств через два года семья Шейнерман вернулась в Россию.
С началом Первой мировой войны российские власти издали указ о выселении всех евреев из прифронтовой зоны. Мордехай Шейнерман вместе с семьёй уехал жить в Тифлис (Тбилиси).
Сын Мордехая, Шмуэль (Самуил) Шейнерман поступил в Тифлисский университет, на факультет сельского хозяйства. В Тифлисе он встретил свою будущую жену Двейру (Веру) Шнейерову, дочь состоятельного еврея из Могилёва, студентку медицинского факультета.
В 1920 году Красная армия начала наступление на Грузию. Шмуэль и Вера Шейнерман решили довершить начатую родителями алию, и отправились в Эрец-Исраэль. В феврале 1921 года они прибыли в порт Яффы.

## Армейская карьера

### Арабо-израильская война (1947—1949)

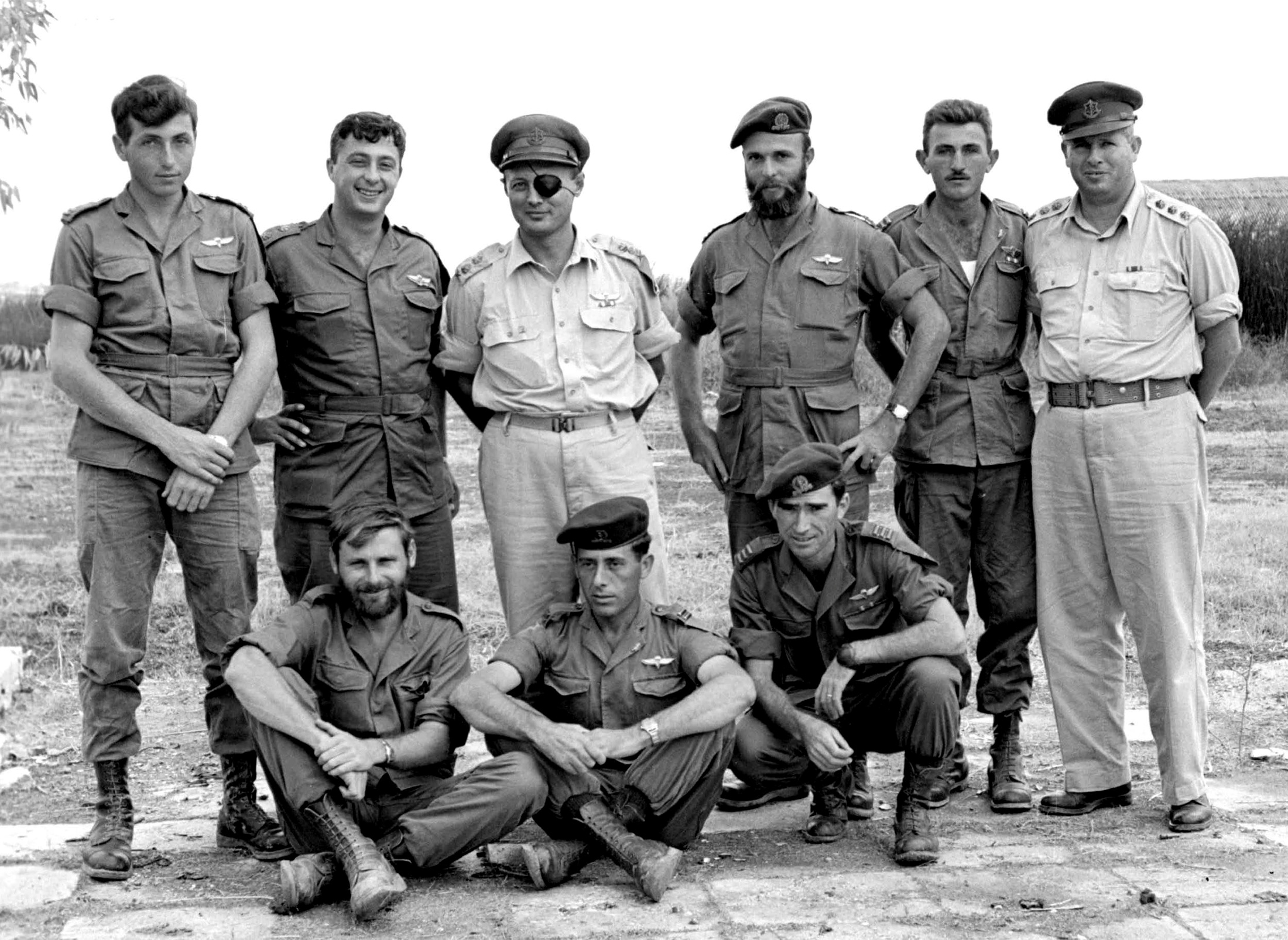
Офицеры 890 батальона в октябре 1955 года.
Стоят слева направо: Меир Хар-Цион, Ариэль Шарон, Моше Даян, Дани Мат, Моше Эфрон, Асаф Симхони. Сидят слева направо: Аарон Давиди, Яаков Яаков, Рафаэль Эйтан

В 1948 году во время Арабо-израильской войны 1947—1949 годов командовал взводом в бригаде «Александрони», продвинулся до командира роты, а затем и командующего ударной группой бригады «Голани». Был тяжело ранен в бою за Латрун, товарищ вынес на себе истекающего кровью командира из-под вражеского огня, но Шарон выздоровел и продолжил воевать.

### После Арабо-израильской войны (1947—1949)
В 1951 году был назначен командующим разведкой Центрального военного округа Израиля, затем служил в подобной должности в Северном военном округе.
В 1952 году, взяв в армии отпуск для учёбы, Шарон поступил на исторический факультет Еврейского университета в Иерусалиме.
Глава правительства Давид Бен-Гурион призвал молодого офицера со студенческой скамьи и предложил ему организовать и возглавить израильские силы быстрого реагирования, которые должны были действовать против арабских диверсантов, проникавших на территорию Израиля из соседних арабских стран.
Шарон оставил учёбу в университете, и в 1953 году создал спецотряд 101 (через год преобразованный в спецназ при Генштабе ЦАХАЛа). Многими операциями этого спецотряда Шарон руководил лично. Кроме того, он командовал десантными частями, принимавшими участие в различных операциях.
Подразделение Шарона наводило ужас на палестинских боевиков, проводя ответные акции после нападения на израильские населённые пункты, в результате которых, по ряду источников, в период с июня 1949 года до конца 1952 года погибло около 124 израильтян. Так, в ответ на убийство еврейской женщины и двух её детей в тогда пограничном городе Йехуд, солдаты 101-го спецотряда ночью 14 октября 1953 года совершили рейд на иорданскую деревню Кибию.
При поддержке регулярных частей они вошли в деревню, и имея при себе большое количество взрывчатки, взорвали 42 дома. Большая часть жителей разбежалась, но в результате взрыва погибло 69 человек, включая спрятавшихся в домах женщин и детей. Согласно ряду источников, они укрылись на чердаках и в погребах, и потому не были обнаружены перед закладкой взрывчатки. Тем не менее, ООН вынесла резолюцию осуждения, хотя резолюция СБ ООН при этом отметила наличие веских доказательств «частых актов насилия» против граждан Израиля, совершённых с территории Иордании. Через несколько лет Ариэль Шарон охарактеризовал этот инцидент как трагическую случайность, повлёкшую гибель мирных жителей.

### Синайская война
В 1956 году, во время Суэцкого кризиса, командовал 202-й парашютно-десантной бригадой. После высадки бригады на перевале Митла вопреки приказу избегать боя, вступил в бой с египтянами, в котором погибло около сорока израильских военнослужащих. Был отправлен на год в военную академию Кэмберли (Великобритания), по возвращении изучал право в Тель-Авивском университете.

### Шестидневная война
Во время Шестидневной войны (5—10 июня 1967 года) командовал на Синайском фронте 38-й танковой дивизией, которая прорвала фронт египтян и вышла к Суэцкому каналу.
В 1969 Ариэль Шарон был назначен командующим Южным военным округом Израиля и в этой должности принимал участие в боевых действиях в секторе Газа.

### Война Судного дня
В 1973 году Шарон уволился из армии, но через три месяца, с началом войны Судного дня, 6 октября 1973 года был вновь призван на военную службу. В условиях несвоевременно объявленной мобилизации и религиозного праздника, Израиль к этому моменту смог сформировать только две бронетанковые дивизии под командованием Ариэля Шарона и другого генерала — Адана.
В ночь на 16 октября израильский отряд под командованием Шарона в составе семи танков ПТ-76 и восьми БТР-50П форсировал Большое Горькое озеро на стыке 2-й и 3-й египетской армии и захватил плацдарм на египетском берегу. Возглавляемая Ариэлем Шароном 143-я бронетанковая дивизия форсировала Суэцкий канал. Египетские войска пытались отрезать переправившиеся соединения от основных сил, но безуспешно. В бой была введена 21-я танковая и 16-я пехотная дивизия. С воздуха египетских танкистов поддерживали истребители-бомбардировщики Су-7Б, атаковавшие наземные цели под прикрытием МиГов-21. Сражение развернулось на площади всего в 20 км². В ходе боя египтянам не удалось остановить израильские войска, и утром 19 октября израильские механизированные группы при поддержке авиации перешли в наступление с плацдарма на египетском берегу. Возглавляемая Шароном 143-я бронетанковая дивизия к исходу боёв окружила 3-ю египетскую армию и вынудила египтян просить перемирия.

## Политический и государственный деятель

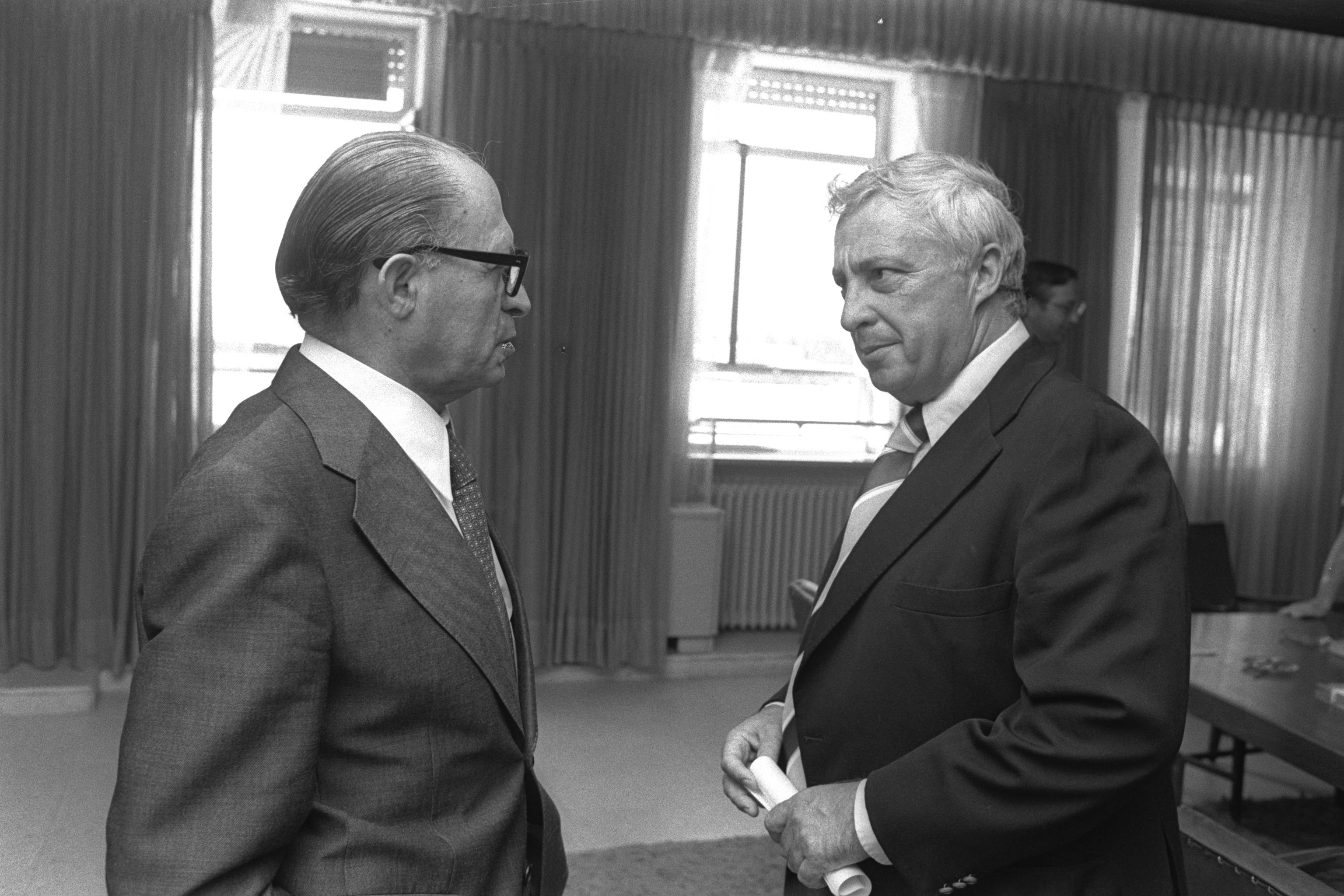
Менахем Бегин и Ариэль Шарон

В 1973 году по инициативе Шарона политический блок «Гахал» во главе с Менахемом Бегином и Симхой Эрлихом был преобразован в «Ликуд», и Ариэль Шарон был избран в Кнессет от этого блока, но вскоре сложил с себя депутатские полномочия, поскольку премьер-министра Ицхак Рабин предложил ему быть своим советником по вопросам обороны (1974—1977).
В 1976 году создал партию «Шломцион», получившую на выборах 1977 года два депутатских мандата. После выборов партия «Шломцион» влилась в партию Херут в составе блока Ликуд.
Занимал пост министра сельского хозяйства (1977—1981) и министра обороны (1981—1983).
Являлся одним из идеологов поселенческого движения и его движущей силой. Руководил строительством еврейских поселений на землях Иудеи и Самарии, удвоил количество поселений в секторе Газа и способствовал расселению репатриантов в «городах развития», в том числе, на этих территориях.

### Ливанская война (1982)
В качестве министра обороны руководил Ливанской войной (1982) и взятием Бейрута. В 1983 году был вынужден уйти с поста министра обороны по результатам расследования следственной комиссии под руководством Председателя Верховного суда Израиля Ицхака Кахана, признавшей его косвенно ответственным за резню в лагерях палестинских арабов Сабра и Шатила, устроенную ливанскими христианами в отместку за убийство (14 сентября 1982 года) палестинцами избранного Президента Ливана Башира Жмаеля. 16 и 17 сентября в лагерях палестинцев в предместье Бейрута ливанские христиане-фалангисты уничтожили, по разным оценкам, от 700 до 3500 жителей лагерей при невмешательстве находившихся неподалёку израильских войск. Шарону запретили занимать пост министра обороны. В 2001 году в бельгийском суде родственниками убитых в 1982 году в Бейруте арабов была предпринята безуспешная попытка привлечь Шарона к ответственности в качестве военного преступника.

### Дальнейшая карьера
С 1983 по 1999 год министр торговли и промышленности (до 1990), министр строительства (до 1992), министр национальной инфраструктуры (1996—1998), министр иностранных дел (до сентября 1999 года).
Лидер партии «Ликуд» с сентября 1999 по ноябрь 2005 года. 7 марта 2001 года был избран, 28 января 2003 переизбран на пост главы правительства. В качестве премьер-министра Шарон руководил антитеррористической операцией «Защитная стена», после кровавых терактов, устроенных палестинскими террористическими организациями, в особенности после бойни, устроенной в пасхальную ночь в гостинице «Парк» в Нетании. В результате операции «Защитная стена» был восстановлен израильский военный контроль в Иудее и Самарии, переданный до этого в руки военных формирований Палестинской нацадминистрации. Была уничтожена база и опорный пункт террористов в Иудее и Самарии, террористические вылазки с этих территорий были почти полностью прекращены..
В первую каденцию Шарона (2001—2002) был принят ряд решений, которые, по мнению некоторых обозревателей, поставили экономику страны на
грань финансового краха (резкое увеличение пособия для многодетных). Ряд политических обозревателей полагают, что фактически была отменена воинская обязанность для ультрарелигиозного сектора. 21 ноября 2005 года Ариэль Шарон оставил пост лидера правящей партии «Ликуд» и вышел из партии, одним из основателей которой он являлся 30 лет назад и которая привела его на пост премьер-министра, и заявил о намерении основать новую центристскую партию «Кадима» (ивр. קדימה‎, «Вперёд»).

## Одностороннее размежевание
Шарон многократно подвергался резкой критике со стороны как либеральной, так и консервативной части израильского общества.
Шарон пришёл к власти как сторонник самых жёстких силовых методов. Однако именно он разработал план «одностороннего размежевания» с палестинцами, эвакуировал поселенцев и вывел войска из сектора Газа в августе—сентябре 2005 года. Именно это лишило его поддержки части членов кабинета министров и привело к расколу партии «Ликуд». Противники эвакуации создали так называемую фракцию мятежников во главе с Биньямином Нетаньяху, который в знак протеста покинул правительство. Мощная внутрипартийная оппозиция стала препятствовать принятию ключевых политических решений, вынудив Шарона для проведения законопроектов обращаться за поддержкой к другим партиям.
В октябре Шарон вынужден был пойти на внеочередные выборы лидера партии и с большим трудом сохранил этот пост за собой.
Однако в ноябре произошла смена лидера партии «Авода», являвшейся основным партнёром Шарона в коалиционном правительстве. Новый глава «Аводы» — профсоюзный лидер Амир Перец, исповедующий левые взгляды, — заявил о выходе из коалиции и намерении добиваться проведения досрочных выборов.
В сложившихся условиях Шарон, после долгой консультации со своими сторонниками, решил уйти из «Ликуда» и создать новую партию. Вместе с ним «Ликуд» покинули первый вице-премьер, министр финансов Эхуд Ольмерт, министр юстиции Ципи Ливни, министр внутренней безопасности Гидеон Эзра, министр транспорта Меир Шитрит, министр туризма Авраам Хиршзон. Ариэль Шарон также предложил присоединиться к нему некоторым членам партии «Авода» (бывшему лидеру партии Шимону Пересу, и Хаиму Рамону).

## Болезнь, смерть и похороны
18 декабря 2005 года Ариэль Шарон был доставлен в иерусалимскую больницу «Хадасса», где был поставлен диагноз — микроинсульт. Через два дня Шарон был выписан и вернулся к работе. На 5 января 2006 года была назначена операция шунтирования. Однако 4 января он был вновь госпитализирован в больницу «Хадасса», на этот раз с обширным инсультом. После семичасовой операции по остановке кровотечения и дренажу Шарон был переведён в реанимацию. С этого момента и вплоть до смерти Шарон пребывал в коме. По определению лечащего врача состояние оценивалось как тяжёлое, но стабильное.

### Политические последствия
До парламентских выборов 28 марта 2006 года обязанности премьер-министра исполнял первый заместитель Шарона Эхуд Ольмерт. Шарон не был включён в список кандидатов от партии Кадима, поскольку для включения необходима личная подпись кандидата, чего Шарон не мог исполнить физически. Кадима выиграла выборы.
11 апреля 2006 года Ариэль Шарон, к тому времени уже более трёх месяцев находившийся в коме, был объявлен недееспособным. Обязанности премьера перешли к Эхуду Ольмерту.
14 апреля истекло 100 дней с начала болезни Шарона, максимальный срок по израильскому законодательству, в течение которого на месте главы правительства мог находиться исполняющий его обязанности. После инаугурации нового правительства премьером официально стал Эхуд Ольмерт.

### Ухудшение состояния, смерть и похороны

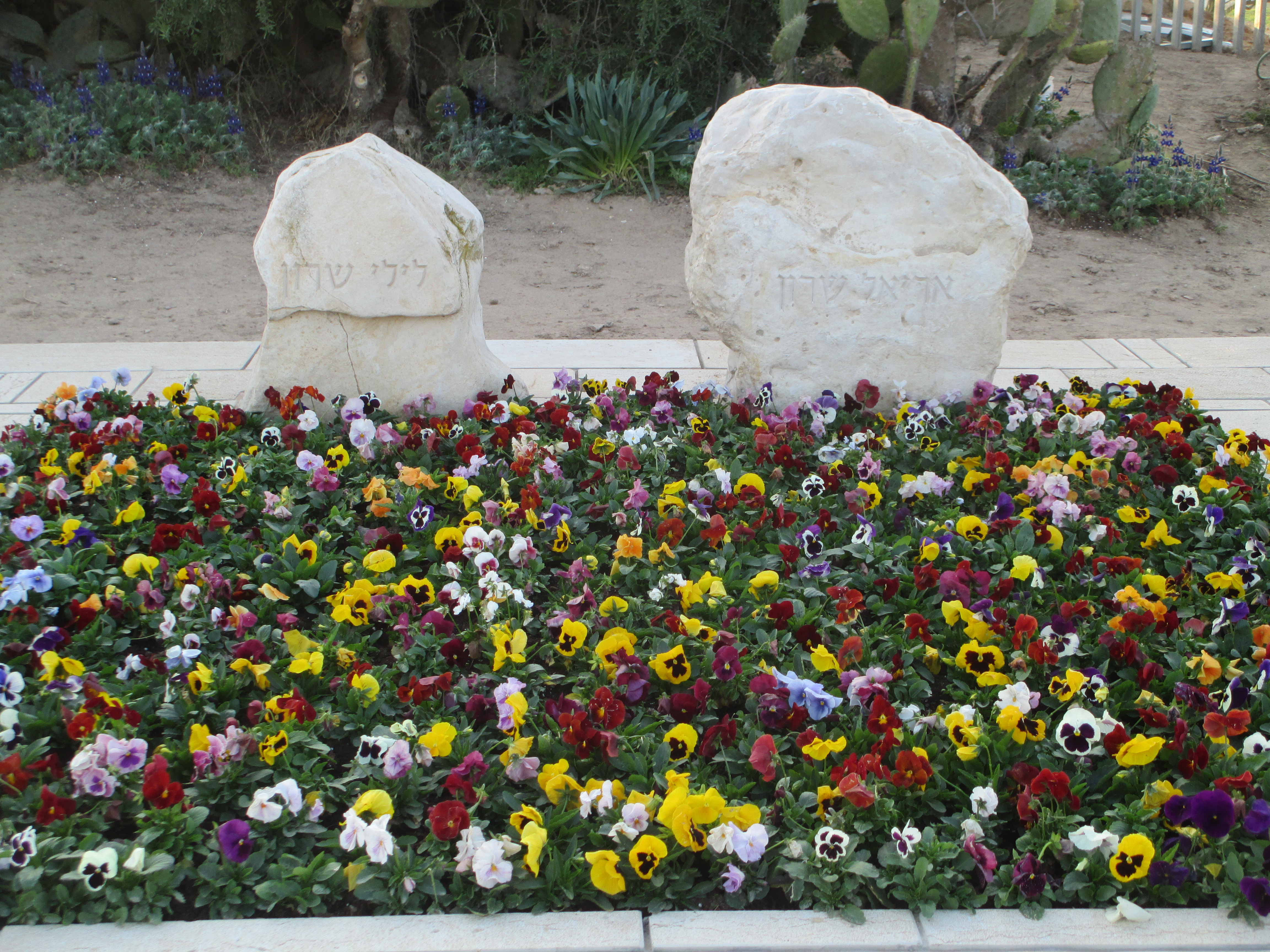
Место погребения Лили и Ариэля Шарон.

1 января 2014 года резко ухудшилось состояние Шарона, которое ко 2 января перешло в критическое.

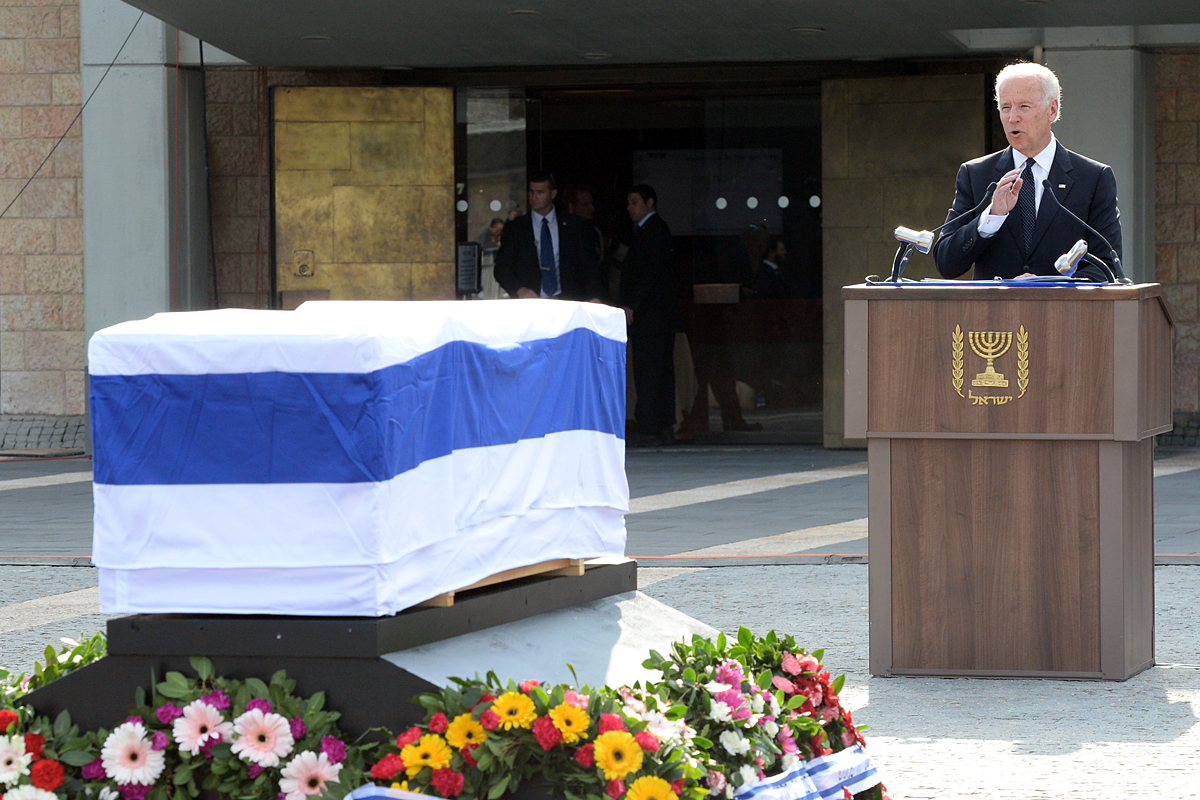
Выступление вице-президента США Джо Байдена на государственной церемонии прощания с Ариэлем Шароном в Иерусалиме, 13 января 2014 года.

В тот же день, по просьбе сыновей Шарона, медперсонал остановил проведение лечебных мероприятий, без отключения от аппарата по обеспечению жизнедеятельности.
Ариэль Шарон умер 11 января 2014 года от сердечной недостаточности на 86 году жизни в медицинском центре имени Хаима Шиба (Рамат-Ган) в окружении родственников.
После официальной церемонии прощания в здании Кнессета, 13 января Шарон был похоронен рядом со своей женой Лили на семейной ферме «Шикмим» в пустыне ан-Накаб.